# Riguldi
Koordinaten: 59° 8′ N, 23° 32′ O
Riguldi (schwedisch Rickul, deutsch Rickholtz) ist ein Dorf (estnisch küla) in der Landgemeinde Lääne-Nigula (bis 2017: Landgemeinde Noarootsi) im Kreis Lääne in Estland.

## Einwohnerschaft und Lage

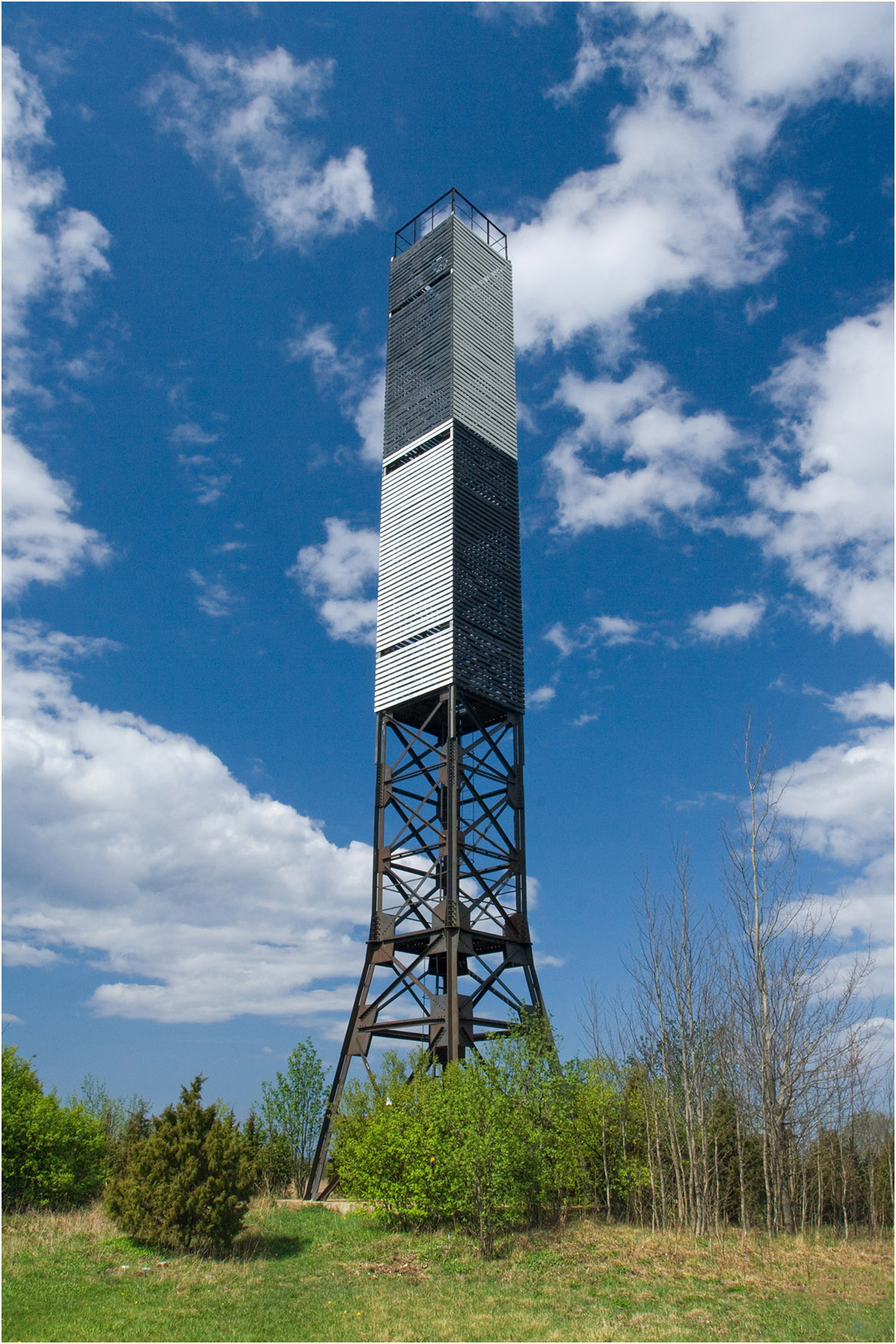
Bake bei Riguldi

Der Ort hat sechs Einwohner (Stand 31. Dezember 2011). Er liegt 22 Kilometer nördlich der Landkreishauptstadt Haapsalu, direkt an der Ostsee.
Durch das Dorf fließt der zwölf Kilometer lange Fluss Riguldi jõgi, der im Kaevandu-See (estnisch Kaevandu järv, schwedisch Storträske) im südöstlich gelegenen Moor Niibi raba entspringt.
Der Ortsname ist offiziell zweisprachig estnisch und schwedisch, da das Dorf bis Mitte der 1940er Jahre zum traditionellen Siedlungsgebiet der Estlandschweden gehörte.

## Geschichte
Das Dorf wurde 1540 erstmals unter dem Namen Ryckholt urkundlich erwähnt.
Nach 1604 entstand der Hof Rickholtz. Von 1704 bis zur Enteignung im Zuge der estnischen Landreform 1919 gehörte er der adligen Familie Taube. Das eingeschossige Herrenhaus aus Holz mit seinem hohen Dach stammt aus der ersten Hälfte des 19. Jahrhunderts. Heute befindet sich darin eine Internatsschule für Jugendliche mit Behinderungen.

## Persönlichkeiten
- Georg Woldemar Freiherr von Rosen (1800–1860), russischer Offizier, Hofrat und Dichter
- Edvin Vesterby (* 1927), Ringer und Olympionike